# Aeroportul Monte Alegre
Aeroportul Monte Alegre (IATA: MTE, ICAO: SNMA) este un aeroport din Monte Alegre, Pará, Brazilia ce deservește zona Monte Alegre. Aeroportul a fost tranzitat în 2022 de 124 de pasageri. A fost numit după zona deservită.
Situat la o altitudine de 99 m, aeroportul dispune de 1 pistă.

## Infrastructură

### Piste
Aeroportul dispune de o singură pistă. Pista 10/28 are suprafața de asfalt și dimensiunile 1.425 m × 30 m. 